# Airaphilus nasutus nasutus
Airaphilus nasutus nasutus es una subespecie de coleóptero de la familia Silvanidae.Descrito en 1860 por Auguste Chevrolat.

## Distribución geográfica
Habita en el Mediterráneo occidental, Cerdeña,  Córcega.